# 月世界旅行
『月世界旅行』（げつせかいりょこう）として本項で便宜上まとめて解説するのは、フランスの作家ジュール・ヴェルヌが19世紀後半に発表した長編小説の2部作：
1. 1865年のDe la Terre à la Lune（直訳は『地球から月へ』。以下、そう称する）
2. 1870年のAutour de la lune（直訳は『月を周って』。以下『月世界へ行く』と称する）である。

南北戦争終結後のアメリカ合衆国で、火器の専門家集団「大砲クラブ」が巨大な大砲を製造し、人間の入った砲弾を月に撃ち込もうとする物語である。前編『地球から月へ』では計画の立案、資金の調達、大砲の鋳造、そして砲弾の発射までが描かれ、後編『月世界へ行く』では、発射後に砲弾に入った3人の男の体験が主になっており、いずれも三人称で書かれている。原書の挿絵は前編がアンリ・ド・モントー、後編がアルフォンス・ド・ヌヴィルとエミール・バヤールが担当した。
大砲で宇宙船を打ち上げるという発想は目新しい発想ではなく、ヴェルヌ自身が知っていたかどうかは不明だが、当時、既にロケットは元寇や南北戦争等、世界各地の戦争で使用されており、これを利用する宇宙旅行の物語もシラノ・ド・ベルジュラックが先んじていた。さらに、ロケットよりも技術的には後退した大砲で宇宙船を打ち上げる物語が1865年に刊行された『地球から月へ』よりも137年前の1728年にムルタ・マクダーモットによって『A Trip to the Moon』が刊行されていた。
これらの作品の続編に『地軸変更計画』（1889年）があり、併せて「大砲クラブもの」と呼ばれる。

## 主要登場人物

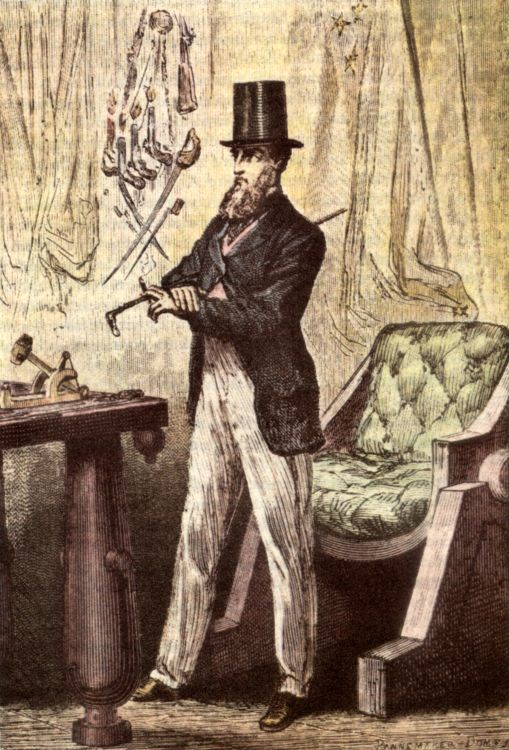
インピー・バービケーン

インピー・バービケーン (Impey Barbicane)「大砲クラブ」の会長。元は北軍の火器開発者であり、一流の技術者。几帳面な性格の持ち主。月旅行の計画を立案する（表記はインペイ・バービケインとも）。
ニコール大尉 (Capitaine Nicholl)冶金技術者。戦争中は装甲版の開発をしていた、言わばバービケインの商売敵。バービケインに匹敵する技術者。初めは計画の妨害者として登場する（表記はニコル大尉とも）。
ミシェル・アルダン (Michel Ardan)フランス人。自ら砲弾の中に入ることを望み、砲弾の設計を変更させる（当初、砲弾は無人の計画であった）。アルダン（Ardan）という姓はヴェルヌの友人ナダール（Nadar）のアナグラム。
J・T・マストン (J. T. Maston)「大砲クラブ」の書記。数学に長ける。戦時中に負傷し、片手が義手。

## ストーリー

### 地球から月へ

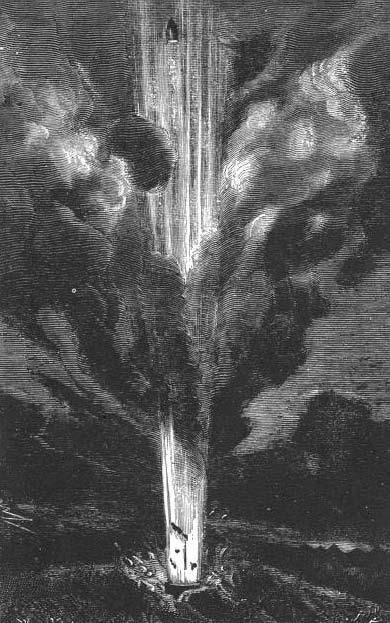
巨大コロンビヤードの発射

南北戦争終結の若干年後（作中では186X年と記述）、かつて軍で火器の開発を担当していた元軍人たちの集団「大砲クラブ」が、矛先に困る活力と技術力を活かして月に砲弾を撃ち込む計画を立てる。議論の結果、砲弾は地球から観測できる限界のサイズである直径7フィート（2.1m）の当時最新の素材であったアルミニウム製中空球体、砲は長さ900フィート（約270m）の鋳鉄製と決められる。ケンブリッジ天文台の協力も得て、必要な初速や最適な発射時刻、発射地点の条件（緯度）も判明した。
アメリカ国内に限らず全世界から寄付金が募られ、それを資金にして低緯度のフロリダ州タンパに巨大コロンビアード砲の建造が行われる。戦争中にバービケーンと因縁のあるニコール大尉は、計画を公に冷笑し、計画の失敗に大金を賭ける。
フランス人アルダンは大砲クラブに電報を打ち、砲弾を無人用の球体から有人用の弾丸型に変え、自らをその乗員にするよう要請する。アメリカに到着した彼は熱狂的に迎えられる。またバービケーンとニコールを和解させて月旅行の仲間にする。技術的・人間的、全ての問題が解決され、3人の乗った砲弾は予定時刻ちょうどに発射される。空前絶後の火薬量の爆発により空が曇り、砲弾を望遠鏡で追跡するのはしばらく不可能となる。雲が晴れたとき地球側が理解したことは、砲弾がわずかに予定の軌道から逸れ、月面には到達できずに月の衛星になったという事実であった（しかしその観測と理解は間違いであったことが『月世界へ行く』冒頭で説明される）。

### 月世界へ行く

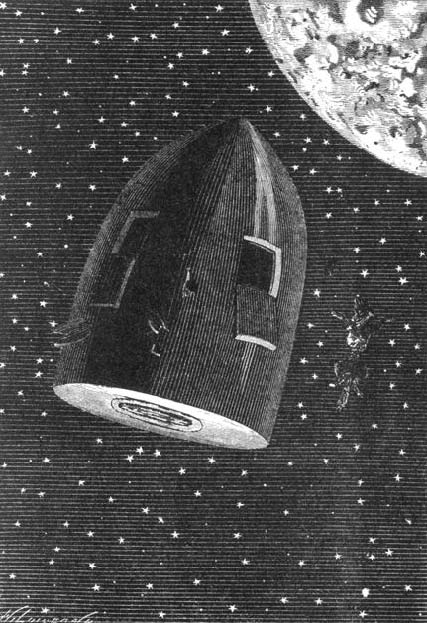
宇宙空間を飛行中の砲弾

物語はやや時間を遡り、発射の数十分前から始まる。3人が雑談に興じるうちに発射時刻は迫り、バービケーンの提案で全員が対ショック姿勢を取る（横になる）。予定時刻に砲弾は発射され、彼らは衝撃で気を失う。しばらくして目を覚ました彼らは窓の覆いを外し、自分たちが宇宙空間を飛行中であることを確かめる。賭けに負けたニコール大尉は小切手でバービケーンに支払いをする。
はじめ小天体とのニアミスが一度あったことを除けば飛行は順調に進む。不要物の真空中への投棄、酸素酔い、地球＝月の重力均衡地点における無重力状態、などのエピソードが語られる。しかし彼らは旅程の後半、自分たちが予定の軌道を外れていることに気付く。原因は地球近傍でニアミスした小天体の重力であった。バービケーンとニコールは砲弾の軌道が放物線になるか双曲線になるか激論を戦わすが、最終的に彼らが理解したところでは、砲弾の落ち着いた軌道は月を周回する楕円軌道であった。
近地点では50km以内の距離まで月面に接近した彼らは小型望遠鏡で月面をつぶさに観察し、月が基本的に死の世界であると結論づける。3人は、孫衛星に缶詰というジリ貧の状態を脱するため機尾の着陸用逆噴射ロケットを使って軌道を変え、敢えて月面に着陸しようと決心する。最適な瞬間にロケットが点火され、砲弾は楕円軌道から抜け出る。しかし新たな軌道は彼らの意図とは異なり、地球へ帰還する軌道であった。
数日後、アメリカの軍艦サスケハナ号が北太平洋で砲弾の着水を目撃し、その知らせで救助隊が出動する。アメリカに凱旋した彼らは英雄として迎えられた。

## 解説

### 風刺要素について
現代では本作は、極めて風刺要素の強い小説だと認識されている。『詳注版 月世界旅行』の注釈者ウォルター・J・ミラーによるとヴェルヌは無数の政治的なメッセージを本作に盛り込んでいる。例えば大砲クラブ員（アメリカ人）たちの描写には中華思想とも表現できる思想、好戦性が顕著である。月を目指すためのガジェットとして、科学性（後述）をある程度は犠牲にしてまで「大砲」が選ばれたのも、大砲が当時としては「兵器」の代表であり象徴であったことを風刺に活かすためだと分析されている。

### 科学考証
作中で提示される、月まで投射物を到達させるために必要な初速や、その際の飛行所要時間など、天体力学的な理論面にはおおむね不備がない。着陸時にロケットを逆噴射する構想などにも先見性が見られる。
しかし270m程度の距離内で第二宇宙速度近くまで加速を行う場合、砲弾にかかる加速度の平均値は約2万Gとなり、人体は絶対に耐えられない。作中で言及がある「対ショック姿勢」や緩衝材も、これほどの大加速度には無意味である。ただし前述の通り、この箇所についてはミスではなく意図的な考証無視である。
また砲身内の空気が一瞬では砲口から排出されないため砲弾は前方の空気と後方の火薬ガスに挟まれて潰れてしまうという問題がある。それが解決されたとしても、大気圏を抜け出る前に砲弾は空力加熱で融けてしまう（→宇宙機の空力加熱については大気圏再突入に詳しい）。
無重力状態が月＝地球の重力均衡点（ラグランジュ点参照）でしか実現されないという描写も正しくない。推進力を発揮せずに宇宙飛行する（自由落下する）砲弾の内部は、常に無重力となる。

## 主要な日本語訳
1883年（明治16年）、黒岩涙香が『月世界旅行』の邦題で翻案。以来、ジュール・ヴェルヌの他の作品同様、数多く翻訳（もしくは翻案）されている。ただし前編と後編が揃って完訳されることはまれである。また後編の翻訳が（児童向けも含めて）比較的、多くの種類があり継続的に刊行されたのに対し、前編の翻訳は種類が少なく入手不能な時期が長かった。邦題は各社で一定していない。
- 『九十七時二十分間月世界旅行』井上勤・黒瀬勉二訳、（1880-81年）
- 前編"De la terre à la lune"
  - 『月世界旅行』鈴木力衛訳、ジュール・ヴェルヌ全集9巻、集英社コンパクトブックス（1968年）
  - 『詳注版 月世界旅行』ウォルター・J・ミラー編注、高山宏訳、東京図書（1981年）→ちくま文庫（1993年）
- 後編"Autour de la lune"
  - 『月世界探検』高木進訳、ジュール・ヴェルヌ全集15巻、集英社コンパクトブックス（1968年）
  - 『月世界へ行く』江口清訳、創元SF文庫（1964年初版）
- 合本版  
  - 『月世界旅行』江口清訳、東京創元社、世界大ロマン全集（1958年）
    - ただし前編の部分は抄訳である。[7]
- 前編・後編
  - 『地球から月へ 月を回って 上も下もなく』石橋正孝訳、ジュール・ヴェルヌ〈驚異の旅〉コレクションII、インスクリプト(2017年)
    - 前編・後編ともに完訳である。

## 派生作品
古くは1902年にジョルジュ・メリエスが本作を基にした映画を作っている（月世界旅行 (映画)を参照）。またポーランドのイェジイ・ジュワフスキは1903年の"Na Srebrnym Globie"（銀球で）において（ヴェルヌにも言及しつつ）砲弾式の宇宙船による月探検を描いている。現代の作品としては、イギリスのSF作家スティーヴン・バクスターによる短編小説『コロンビヤード』（1996年）や、2008年の日本製アニメーション『Rocket! ぼくらを月につれてって 新・月世界旅行』がある。前者は本二部作の続編的な作品で、火星への飛行が描かれる。後者は本二部作および『八十日間世界一周』をモチーフとした児童向けの作品であり、サイエンスチャンネルで放映された。また、大砲クラブ会長のインピー・バービケーンを吸血鬼として登場させた作品として、『オトメイト』作品の『コードリアライズ』がある。2022年には本二部作を原作とした朗読劇が鈴木勝秀の演出で『Sound Fantasy朗読劇「月世界旅行」』として上演された。